# Tóth Szergej
Tóth Szergej (Dnyeprodzerzsinszk, 1955. november 1. – Szeged, 2023. február 18.) magyar nyelvész, szemiotikus. Kutatási területe: a különböző szociokulturális meghatározottságú csoportok és a társadalmi változások interakciója eredményeként bekövetkezett nyelvi változások, illetve a város szemiotikája.

## Egyetemi tevékenysége
1986-tól 2017-ig a Szegedi Tudományegyetem (SZTE) Juhász Gyula Pedagógusképző Kar (JGYPK), 2017 és 2020 között az SZTE Bölcsészet- és Társadalomtudományi Kar (BTK) oktatója. 1996 és 2017 között tanszékvezető a Magyar és Alkalmazott Nyelvészeti Tanszéken, 2006–2017 között intézetigazgató az Alkalmazott Humántudományi Intézetben, 2000–2017 között dékánhelyettes. Az alkalmazott nyelvészet (bölcsész) és a nyelv- és beszédfejlesztő (tanári) mesterszak egyik alapítója és indítója az SZTE-en. Az ország első nyelvészeti távoktatási programjának szerzője. A Moszkvai Társadalmi és Pedagógiai Főiskola tiszteletbeli professzora (2016).

## Közéleti és szakmai tevékenysége
A Magyar Alkalmazott Nyelvészek és Nyelvtanárok Egyesületének (MANYE) titkára (2003–2008) és alelnöke (2008–2013 között és 2018-tól). Alapítója az Új demokráciák és humán kommunikáció kutatócsoportnak (1995–2018), társalapítója a Jel-Kép-Tér Munkacsoport nak. Társszerkesztője az Aetas történettudományi folyóiratnak, szerkesztője a Nyelvészeti Füzetek, a Nyelvészeti Füzetek Szótársorozata és az Alkalmazott Nyelvészeti Mesterfüzetek periodikáknak. A Modern Nyelvoktatás folyóirat rovatvezetője (2017–). A XII. és XX. Magyar Alkalmazott Nyelvészeti Kongresszus Szervezőbizottságának elnöke. A „Hatalom interdiszciplináris megközelítésben” konferencia szervezője (2006), „A hatalom jelei, képei terei” (2015) és az „Állati jelek, képek és terek” (2017) szemiotikai interdiszciplináris konferenciák társszervezője. MTA köztestületi tag.

## Főbb publikációi (válogatás)

### Könyvek és szerkesztések
- Tünettan és identitás. Szemiotikaközeli albumkönyv; AJ Téka, Szeged, 2022
- Állati jelek, képek és terek.[6] (Társszerkesztők: Szirmai Éva, Újvári Edit), Szeged, 2018.  helytelen ISBN kód: 978 615 5946  01
- A hatalom jelei, képei és terei.[7] (Társszerkesztő: Szirmai Éva, Újvári Edit), Szeged, 2016. ISSN 2416-1047: 2., ISBN 978 615 5455 67 4
- Prózától a líráig: írások Nagy L. János tiszteletére. (Társszerkesztő: Rozgonyiné Molnár Emma). Szeged, 2016. ISBN 978 615 5455 60 5
- Írások az anyanyelvi készségfejlesztéshez. (Társszerzők: Annus, Sulyok), Szeged, 2016. ISBN 978 615 5455 63 6
- Társadalmi változások, nyelvi változások: alkalmazott nyelvészeti kutatások a Kárpát-medencében. Szeged, 2013. ISBN 978 963 9927 62 9
- Nyelv, kép, hatalom.[8] Szeged, 2011. ISBN 978 963 9927 40 7
- Ti és Mi: alkalmazott nyelvészet és interdiszciplinaritás. (Társszerkesztők: Gecső Tamás, Kiss Zoltán), Budapest: Tinta Könyvkiadó.[9] 2010. ISBN 978 963 9902 41 1
- Hatalom interdiszciplináris megközelítésben.[10] Szeged, 2006. ISBN 963 7356 31 2
- Nyelvészet és interdiszciplinaritás I-II. Archiválva 2022. június 2-i dátummal a Wayback Machine-ben[11] Köszöntőkönyv Lengyel Zsolt 60. születésnapjára. (Társszerkesztő: Navracsics Judit), Szeged; Veszprém 2004. ISBN 963-9167-90-8
- Nyelvek és kultúrák találkozása. Szeged, 2003. ISBN 963 9167 76 2
- Magyar–orosz szótár. A-Á-B betűk szócikkei. (Szerk. Gáldi László, Uzonyi Pál:), Budapest: Akadémiai Kiadó, 2000. ISBN 963 05 7634 1
- Orosz magyar szótár. A-B-V-G-D-JE-JO-Zs-Z betűk szócikkei. (Szerk. Gáldi László, Uzonyi Pál:), Budapest: Akadémiai Kiadó, 2000. ISBN 963 05 7633 3
- Nyelvészet és társadalom.[12] Szeged, 1999. ISBN 963 03 9414 6
- Pápuáktól a Pioneerig[halott link][13]. (Társszerző: Vass László), Szeged, 1997.  helytelen ISBN kód: 963 85152 02  8
- Beszédről – nyelvről tanárjelölteknek Archiválva 2022. június 2-i dátummal a Wayback Machine-ben[14]. (Társszerzők: Annus Gábor, Lengyel Zsolt, Vass László), Szeged, 1993. ISBN 963 450 391 8

### Legfontosabb tanulmányaiból
- Egy ideológiai metafora története: az orosz medve Archiválva 2022. június 2-i dátummal a Wayback Machine-ben. In Szirmai Éva, Tóth Szergej, Újvári Edit (szerk.): Állati jelek, képek és terek. I-II. kötet. Szeged, 2018. I.
- Nyelv, háború és forradalom: Utópia és valóság. In Reményi, Andrea Ágnes; Sárdi, Csilla; Tóth, Zsuzsa (szerk.) Távlatok a mai magyar alkalmazott nyelvészetben. Budapest: Tinta Könyvkiadó. 2016. 427–456. pp.
- Les sources des abbréviatures du russe contemporain Archiválva 2022. június 2-i dátummal a Wayback Machine-ben. (Approche linguistique et sociologique). In: Anne-Marie Laurian (szerk.): La Langue Libérée: Etudes de socio-lexicologie. Bern; Berlin; Brussels; Frankfurt am Main; New York; Oxford; Wien: Peter Lang Europäischer Verlag der Wissenschaften, 2003. 199–217. pp.
- A szovjet birodalmi nyelv, avagy a totalitarizmus grammatikája Archiválva 2022. június 2-i dátummal a Wayback Machine-ben. In AETAS. 1991. 1. sz. 5–39. pp.
- A hatalom városterei Archiválva 2022. június 2-i dátummal a Wayback Machine-ben (I). In Szirmai Éva, Tóth Szergej, Újvári Edit (szerk.): A hatalom jelei, képei és terei: egyetemi tankönyv. Szeged, 2016. 253-273.pp.
- Vörösök, fehérek, zöldek Archiválva 2022. június 2-i dátummal a Wayback Machine-ben. In Szirmai Éva, Újvári Edit (szerk.): A csoportidentitás szemiotikája . Szeged, 2015. 155–180. pp.
- Az ellenség neve és képe Archiválva 2022. június 2-i dátummal a Wayback Machine-ben. In Hódi Éva (szerk.): A nyelv határai: Szarvas Gábor Nyelvművelő Napok. Ada: Szarvas Gábor Nyelvművelő Egyesület, 2015. 25–52. pp.
- Ideológiák, rezsimek, diktatúrák és a „divathullámok” nevei napjainkban Archiválva 2022. június 2-i dátummal a Wayback Machine-ben. In Bauko János, Benyovszky Krisztián (szerk.): A nevek szemiotikája . Nyitra: Nyitrai Konstantin Filozófus Egyetem Közép-európai Tanulmányok Kara; Magyar Szemiotikai Társaság, 2014.
- Az orosz „tolvajnyelv” Archiválva 2022. június 2-i dátummal a Wayback Machine-ben. In Zimányi Árpád (szerk.): Az agressziókutatásról interdiszciplináris keretben. Acta Academiae Paedagogicae Agriensis. Nova Series Tom. XXXV. Sectio Linguistica Hungarica. Eger, 2008. 145–170. pp.
- Nyelvi hamisítások Archiválva 2022. június 2-i dátummal a Wayback Machine-ben. Gondolatok egyes politikai vagy ideológiai indíttatású megnyilvánulásokban használt eufemisztikus és/vagy szimbolikus, esetleg tabuizálódott kifejezések kapcsán. In: Ablonczyne dr Mihályka Lívia, Albertné Herbszt Mária és mtsai (szerk.): A nyelv nevelő szerepe: a XI. Magyar Alkalmazott Nyelvészeti Kongresszus előadásainak válogatott gyűjteménye. Pécs: JPTE Lingua Franca Csoport, 2002. 188–194. pp.
- A szovjet birodalmi nyelv, avagy a totalitarizmus grammatikája Archiválva 2022. június 2-i dátummal a Wayback Machine-ben. In AETAS. 1991. 1. sz. 5–39. pp.

## Előadások, konferenciák
Előadásokat tartott nyelvészeti és szemiotikai témákról a Szeged Szabadegyetemen, a Szlavisztika Szabadegyetem en, vendégelőadóként az ELTE-n, a Pécsi Tudományegyetemen, az Eszterházy Károly Főiskolán, a Miskolci Egyetemen, a Pázmány Péter Katolikus Egyetem Információs Technológiai és Bionikai Karán (Brassai-díjas előadása), a Veszprémi Egyetemen és külföldön: Belgiumban a Monsi Egyetemen, Bulgáriában a Cirill és Metód Tudományegyetemen, a Plovdivi Egyetemen, Észtországban a Tartui Egyetemen, Franciaországban az INALCO-n, a Sorbonne-on, a Strasbourgi Egyetemen, Romániában a Babeş-Bolyai Tudományegyetemen és a Partiumi Keresztény Egyetemen, Oroszországban: a Lomonoszov Állami Egyetemen, a Moszkvai Nyelvészeti Egyetemen, a Moszkvai Társadalmi és Pedagógiai Főiskolán, Szentpéterváron az Európai Egyetemen, a Szentpétervári Állami Egyetemen és Szlovákiában a Konstantin Filozófus Egyetemen, Ukrajnában az Ungvári Egyetemen.

## Ismeretterjesztés
- A GULag nyelve Archiválva 2022. június 2-i dátummal a Wayback Machine-ben. Egy kalózkiadás kapcsán. ÚJ TÜKÖR. 1998. 43: 18–19. pp.
- A nyelvi teremtés világai: „Kezdetben vala az Ige”. Archiválva 2022. június 2-i dátummal a Wayback Machine-ben Délmagyarország, 1993. 06. 23.
- A nyelvi teremtés világai: Agndzsadzori, a prst és a színtiszta oiaio. Archiválva 2022. június 2-i dátummal a Wayback Machine-ben Délmagyarország, 1993. 06. 26.

## Publicisztika
- Panek Sándor: Nyelvi hamisítások és játszmák. Archiválva 2022. június 2-i dátummal a Wayback Machine-ben Tóth Szergej a hatalom szótáráról – nyelvészszemmel. In Délmagyarország, 2000. 04. 01.
- A Krím elrablása Archiválva 2022. június 2-i dátummal a Wayback Machine-ben. Délmagyarország, 1992. 06. 11.
- Anarchiából monarchiába? Archiválva 2022. június 2-i dátummal a Wayback Machine-ben Délmagyarország, 1991. 11. 6.
- KGB-varia Archiválva 2022. június 2-i dátummal a Wayback Machine-ben. Délmagyarország, 1991. 10.14.
- Pétervári mítoszok Archiválva 2022. június 2-i dátummal a Wayback Machine-ben. Délmagyarország, 1991. 09. 27.
- Kint sem jobb, mint bent. Archiválva 2022. június 2-i dátummal a Wayback Machine-ben Délmagyarország, 1991. 09. 7.
- „Ha kell, felrobbantanak még egy reaktort”.[halott link] Délmagyarország, 1991. 08. 31. (Társszerző: Kovács András.)
- A szakítópróba szótárából. Archiválva 2022. június 2-i dátummal a Wayback Machine-ben Délmagyarország melléklete. 1991. 09. 12. (Társszerző: Kovács András)
- „Én csak így megyek”. Archiválva 2022. június 2-i dátummal a Wayback Machine-ben Délmagyarország, 1991. 09. 12.
- Felbőgnek a rockerek motorjai. Archiválva 2022. június 2-i dátummal a Wayback Machine-ben Délmagyarország, 1991. 09. 10.
- A keresztapa megsértődik. Archiválva 2022. június 2-i dátummal a Wayback Machine-ben Délmagyarország, 1991. 09. 7.

## Szabadidő
A Betonbicikli (1973–2020) együttes zenésze. Társai: Mits Péter (ének, gitár), Simon Péter (ritmusgitár), Cseh Attila (szólógitár, szájharmonika) Borbás Tibor (basszusgitár), Bubla Bence (ütősök).